# Ерошина, Светлана Романовна
Светлана Романовна Ерошина (родилась 1 апреля 1999 года) — российская хоккеистка на траве, полузащитница клуба «Динамо-Электросталь». Кандидат в мастера спорта России.

## Биография
Окончила подмосковное училище олимпийского резерва №1. Представляет клуб «Динамо-Электросталь» с 2013 года, в дебютном сезоне провела 10 игр и забила 3 гола. С 2015 года сыграла 121 игру и забила 53 гола, а один раз получила красную карточку. Участница клубных европейских турниров: 15 февраля 2019 года трижды поразила ворота украинского клуба «Сумчанка» в рамках Клубного кубка Европы по индор-хоккею (победа 8:3).
В составе юниорской сборной России в 2016 году Ерошина играла на чемпионате Европы в Корке и забила гол в ворота сборной Германии (победа 3:2), а в 2017 году выиграла второй дивизион чемпионата Европы, обыграв в финале сборную Белоруссии 3:0. Всего в её активе 5 игр и 3 гола за сборную до 18 лет (столько же в сборной до 21 года). Чемпионка Европы U-21 по индорхоккею 2019 года (второй дивизион) и лучший бомбардир первенства. За сборную России сыграла 19 матчей и забила 6 голов, в том числе один гол в ворота Мексики на олимпийском квалификационном турнире в Хиросиме и один гол в ворота Австрии в Мировой серии.
Заявлена на чемпионат Европы 2019 года (сыграла 5 матчей, Россия заняла 7-е место).